# Shush
Shūsh (in persiano شوش‎) è la capitale amministrativa dello shahrestān di Shush, nella provincia iraniana di Khūzestān. Al 2006, la città contava una popolazione di 64.960 abitanti.
Shush sorge sulle rovine dell'antica città di Susa, capitale del regno di Elam. Le antiche rovine sono state minacciate da scavi illegali, scarichi d'immondizia da parte delle autorità locali e un progetto di deposito di autobus.